# 陈沛 (1910年)
陈沛（1910年6月—2006年），原名陈洪泽，男，安徽无为人，中华人民共和国政治人物，曾任中央美术学院党委书记、副院长，中国美术家协会理事、书记处书记。